# Ulladulla
Ulladulla é uma cidade costeira em Shoalhaven, no estado de Nova Gales do Sul, na Austrália. De acordo com o censo australiano de 2016, a população era de 15.057 habitantes.